# Buenaventura de Carrocera
Antonio Rabanal de La Hoz, conocido también como Buenaventura de Carrocera (Carrocera, León, 18 de octubre de 1905 - Madrid, 26 de marzo de 1999) fue un sacerdote capuchino e historiador español, especializado en Historia de la Iglesia Católica.

## Biografía
Antonio Rabanal de La Hoz ingresó en el Colegio Seráfico de El Pardo en 1916. Hizo el noviciado en Bilbao, donde emitió la profesión religiosa en 1922 cambiando su nombre, como era costumbre en la época, por el de Buenaventura, en recuerdo del santo del mismo nombre. Recibió la ordenación sacerdotal en 1929.
En 1930 se incorporó a la comunidad de Jesús de Medinaceli de Madrid, donde pasó la mayor parte de su vida. Su especialidad fue la historia, en particular la historia franciscano-capuchina y la de misiones. Al servicio de la misma, emprendió estudios de paleografía y metodología histórica, que armonizaba con la catequesis, la pastoral y el apostolado de la prensa. Durante la guerra civil española (1936-1939) estuvo preso en diversas cárceles. Después, reintegrado a la vida conventual, lo nombraron cronista y archivero provincial.
Cuando en 1946 se creó el Instituto de Misionología Española, entró a formar parte del mismo, y de 1946 a 1975 fue director de la revista Missionalia Hispanica.
Además, colaboró con la Academia Nacional de la Historia de Venezuela, de la que lo designaron, en 1972, Académico correspondiente.
Colaboró en obras colectivas como el Dictionnaire de Spiritualité (París, 1958), asistió a numerosos congresos de historia, aportando su colaboración, y dejó inéditos muchos e importantes trabajos.

## Obras
Algunas de sus obras son: 
- La Provincia de Frailes Menores Capuchinos de Castilla (I y II, Madrid 1949 y 1973).
- Misiones capuchinas en África (I y II, Madrid 1950 y 1957).
- Misión de los capuchinos en Cumaná (3 Vols., Caracas 1968).
- Misión de los capuchinos en Los Llanos de Caracas (3 Vols., Caracas 1972).
- Misión de los capuchinos en Guayana (3 Vols., Caracas 1979).